# Llista de topònims de Maçanet de Cabrenys
Llista de topònims (noms propis de lloc) del municipi de Maçanet de Cabrenys, a l'Alt Empordà
Informació actualitzada per un bot. Els canvis manuals es perdran quan s'actualitzi!

## cabana
| imatge | Nom                     | Ubicat a            | instància de | Detalls | coordenades                                                         | Protecció | Commons (més fotos) | Dades a WD                    |
| ------ | ----------------------- | ------------------- | ------------ | ------- | ------------------------------------------------------------------- | --------- | ------------------- | ----------------------------- |
|        | Pallera d'en Josepico   | Maçanet de Cabrenys | cabana       |         | 42° 22′ 25″ N, 2° 45′ 53″ E / 42.3734938159241°N,2.76461038657395°E |           |                     | Modifica les dades a Wikidata |
|        | Pallera de Can Salaverd | Maçanet de Cabrenys | cabana       |         | 42° 22′ 12″ N, 2° 46′ 03″ E / 42.370059320894°N,2.76746521989921°E  |           |                     | Modifica les dades a Wikidata |

## carrer
| imatge | Nom                              | Ubicat a            | instància de | Detalls                     | coordenades                                          | Protecció                                  | Commons (més fotos)                                    | Dades a WD                    |
| ------ | -------------------------------- | ------------------- | ------------ | --------------------------- | ---------------------------------------------------- | ------------------------------------------ | ------------------------------------------------------ | ----------------------------- |
|        | Tipologia del carrer de la Plaça | Maçanet de Cabrenys | carrer       | Estil: arquitectura popular | 42° 23′ 09″ N, 2° 44′ 54″ E / 42.385721°N,2.748411°E | bé integrant del patrimoni cultural català | Tipologia del carrer de la Plaça (Maçanet de Cabrenys) | Modifica les dades a Wikidata |
|        | carrer de la Rectoria            | Maçanet de Cabrenys | carrer       | Estil: arquitectura popular | 42° 23′ 14″ N, 2° 44′ 54″ E / 42.38713°N,2.748424°E  | bé integrant del patrimoni cultural català |                                                        | Modifica les dades a Wikidata |

## casa
| imatge | Nom                                | Ubicat a            | instància de | Detalls                                                         | coordenades                                                                          | Protecció                                  | Commons (més fotos)                              | Dades a WD                    |
| ------ | ---------------------------------- | ------------------- | ------------ | --------------------------------------------------------------- | ------------------------------------------------------------------------------------ | ------------------------------------------ | ------------------------------------------------ | ----------------------------- |
|        | Ca l'Alemany                       | Maçanet de Cabrenys | casa         | Estil: arquitectura popular                                     | 42° 23′ 08″ N, 2° 44′ 56″ E / 42.385474°N,2.748913°E                                 | bé integrant del patrimoni cultural català |                                                  | Modifica les dades a Wikidata |
|        | Ca la Pilar Mestre                 | Maçanet de Cabrenys | casa         | Estil: arquitectura popular                                     | 42° 23′ 08″ N, 2° 44′ 54″ E / 42.3856°N,2.74844°E                                    | bé integrant del patrimoni cultural català |                                                  | Modifica les dades a Wikidata |
|        | Cal Racala                         | Maçanet de Cabrenys | casa         | Estil: arquitectura popular                                     | 42° 23′ 12″ N, 2° 44′ 55″ E / 42.386739°N,2.748668°E                                 | bé integrant del patrimoni cultural català |                                                  | Modifica les dades a Wikidata |
|        | Can Castells                       | Maçanet de Cabrenys | casa         | Estil: arquitectura popular                                     | 42° 23′ 07″ N, 2° 44′ 57″ E / 42.385389°N,2.749129°E ca:Carrer de la Borriana, 19    | bé integrant del patrimoni cultural català |                                                  | Modifica les dades a Wikidata |
|        | Can Mitjavila                      | Maçanet de Cabrenys | casa         |                                                                 | 42° 23′ 13″ N, 2° 45′ 03″ E / 42.386944°N,2.750897°E                                 | bé integrant del patrimoni cultural català |                                                  | Modifica les dades a Wikidata |
|        | Can Molar                          | Maçanet de Cabrenys | casa         | Estil: arquitectura eclèctica                                   | 42° 23′ 09″ N, 2° 44′ 52″ E / 42.385796°N,2.747779°E ca:Plaça de la Vila, 7          | bé integrant del patrimoni cultural català | Can Molar (Maçanet de Cabrenys)                  | Modifica les dades a Wikidata |
|        | Can Roger                          | Maçanet de Cabrenys | casa         | Estil: arquitectura popular                                     | 42° 23′ 11″ N, 2° 44′ 56″ E / 42.386269°N,2.748785°E                                 | bé integrant del patrimoni cultural català |                                                  | Modifica les dades a Wikidata |
|        | Can Saguer                         | Maçanet de Cabrenys | casa         | Estil: arquitectura eclèctica                                   | 42° 23′ 11″ N, 2° 45′ 00″ E / 42.386453°N,2.749896°E                                 | bé integrant del patrimoni cultural català |                                                  | Modifica les dades a Wikidata |
|        | Can Vidal                          | Maçanet de Cabrenys | casa         | Estil: arquitectura eclèctica                                   | 42° 23′ 10″ N, 2° 44′ 54″ E / 42.386027°N,2.748319°E                                 | bé integrant del patrimoni cultural català |                                                  | Modifica les dades a Wikidata |
|        | Can Viola de la Plaça              | Maçanet de Cabrenys | casa         | Estil: arquitectura popular                                     | 42° 23′ 10″ N, 2° 44′ 53″ E / 42.385974°N,2.747961°E                                 | bé integrant del patrimoni cultural català | Can Viola de la Plaça (Maçanet de Cabrenys)      | Modifica les dades a Wikidata |
|        | ca n'Olivet                        | Maçanet de Cabrenys | casa         | Estil: arquitectura popular 18th century                        | 42° 23′ 09″ N, 2° 44′ 51″ E / 42.385917°N,2.747608°E ca:Pl. del Castell, 4 369 msnm  | bé integrant del patrimoni cultural català | Ca n'Olivet (Maçanet de Cabrenys)                | Modifica les dades a Wikidata |
|        | cal Rei                            | Maçanet de Cabrenys | casa         | Estil: arquitectura popular                                     | 42° 23′ 11″ N, 2° 45′ 03″ E / 42.3865°N,2.7509°E                                     | bé integrant del patrimoni cultural català |                                                  | Modifica les dades a Wikidata |
|        | can Duran                          | Maçanet de Cabrenys | casa         | Estil: arquitectura eclèctica arquitectura popular 19th century | 42° 23′ 10″ N, 2° 44′ 53″ E / 42.386224°N,2.748026°E ca:Pl. del Castell, 15 370 msnm | bé integrant del patrimoni cultural català | Can Duran (Maçanet de Cabrenys)                  | Modifica les dades a Wikidata |
|        | can Xacó                           | Maçanet de Cabrenys | casa         | Estil: arquitectura popular 18th century                        | 42° 23′ 11″ N, 2° 44′ 58″ E / 42.386394°N,2.749356°E ca:C. Sant Sebastià, 2 365 msnm | bé integrant del patrimoni cultural català | Can Xacó (Maçanet de Cabrenys)                   | Modifica les dades a Wikidata |
|        | casa a la plaça de la Vila, 5      | Maçanet de Cabrenys | casa         | Estil: arquitectura popular                                     | 42° 23′ 09″ N, 2° 44′ 53″ E / 42.385805°N,2.748007°E                                 | bé integrant del patrimoni cultural català | Casa a la plaça de la Vila, 5                    | Modifica les dades a Wikidata |
|        | casa al carrer Borriana, 7         | Maçanet de Cabrenys | casa         | Estil: arquitectura popular                                     | 42° 23′ 11″ N, 2° 44′ 54″ E / 42.38636°N,2.748412°E                                  | bé integrant del patrimoni cultural català |                                                  | Modifica les dades a Wikidata |
|        | casa al carrer Burriana, 9         | Maçanet de Cabrenys | casa         | Estil: arquitectura popular                                     | 42° 23′ 11″ N, 2° 44′ 55″ E / 42.386408°N,2.748499°E                                 | bé integrant del patrimoni cultural català | Casa al carrer Burriana, 9 (Maçanet de Cabrenys) | Modifica les dades a Wikidata |
|        | casa al carrer del Castell, 10     | Maçanet de Cabrenys | casa         | Estil: arquitectura popular                                     | 42° 23′ 11″ N, 2° 44′ 51″ E / 42.386291°N,2.747631°E                                 | bé integrant del patrimoni cultural català |                                                  | Modifica les dades a Wikidata |
|        | casa al carrer del Castell, 12     | Maçanet de Cabrenys | casa         | Estil: arquitectura popular                                     | 42° 23′ 11″ N, 2° 44′ 52″ E / 42.386323°N,2.747813°E                                 | bé integrant del patrimoni cultural català | Casa al carrer del Castell, 12                   | Modifica les dades a Wikidata |
|        | casa del carrer de les Dòmines, 15 | Maçanet de Cabrenys | casa         | Estil: arquitectura eclèctica                                   | 42° 23′ 07″ N, 2° 44′ 57″ E / 42.385396°N,2.749129°E                                 | bé integrant del patrimoni cultural català |                                                  | Modifica les dades a Wikidata |

## castell
| imatge | Nom                 | Ubicat a                    | instància de | Detalls                                                  | coordenades                                                                            | Protecció                                            | Commons (més fotos)                      | Dades a WD                    |
| ------ | ------------------- | --------------------------- | ------------ | -------------------------------------------------------- | -------------------------------------------------------------------------------------- | ---------------------------------------------------- | ---------------------------------------- | ----------------------------- |
|        | Castell de Cabrera  | Maçanet de Cabrenys         | castell      | Estil: arquitectura romànica 11st century Perímetre: 75m | 42° 24′ 27″ N, 2° 46′ 24″ E / 42.407402°N,2.773213°E ca:Roca de Cabrera 852.4 msnm     | bé d'interès cultural bé cultural d'interès nacional | Castell de Cabrera (Maçanet de Cabrenys) | Modifica les dades a Wikidata |
|        | castell de Grillera | Albanyà Maçanet de Cabrenys | castell      | Estat: ruïnós                                            | 42° 21′ 36″ N, 2° 42′ 13″ E / 42.360109°N,2.703688°E Castell de Bac Grillera 1060 msnm |                                                      |                                          | Modifica les dades a Wikidata |

## collada
| imatge | Nom                    | Ubicat a                                    | instància de | Detalls | coordenades                                                                        | Protecció | Commons (més fotos)    | Dades a WD                    |
| ------ | ---------------------- | ------------------------------------------- | ------------ | ------- | ---------------------------------------------------------------------------------- | --------- | ---------------------- | ----------------------------- |
|        | Coll Pregon            | Maçanet de Cabrenys Sant Llorenç de Cerdans | collada      |         | 42° 23′ 22″ N, 2° 40′ 12″ E / 42.389429°N,2.669962°E 952.6 msnm                    |           |                        | Modifica les dades a Wikidata |
|        | Coll de Costoja        | Costoja Maçanet de Cabrenys                 | collada      |         | 42° 22′ 00″ N, 2° 39′ 05″ E / 42.366556°N,2.651289°E 821.3 msnm                    |           |                        | Modifica les dades a Wikidata |
|        | Coll de Perelló        | els Banys i Palaldà Maçanet de Cabrenys     | collada      |         | 42° 24′ 22″ N, 2° 41′ 30″ E / 42.406133°N,2.691631°E 1063.3 msnm                   |           |                        | Modifica les dades a Wikidata |
|        | Coll de la Dona Morta  | els Banys i Palaldà Maçanet de Cabrenys     | collada      |         | 42° 24′ 33″ N, 2° 41′ 46″ E / 42.409083333333335°N,2.695972222222222°E 1126.6 msnm |           |                        | Modifica les dades a Wikidata |
|        | Coll de la Pedra Dreta | Sant Llorenç de Cerdans Maçanet de Cabrenys | collada      |         | 42° 22′ 57″ N, 2° 39′ 23″ E / 42.382375°N,2.656336°E 1012.5 msnm                   |           |                        | Modifica les dades a Wikidata |
|        | Coll del Boix          | la Menera Maçanet de Cabrenys               | collada      |         | 42° 21′ 05″ N, 2° 33′ 13″ E / 42.351511°N,2.553647°E 1144.5 msnm                   |           |                        | Modifica les dades a Wikidata |
|        | Coll del Faig          | Maçanet de Cabrenys Sant Llorenç de Cerdans | collada      |         | 42° 23′ 56″ N, 2° 40′ 24″ E / 42.398914°N,2.673325°E 966.5 msnm                    |           |                        | Modifica les dades a Wikidata |
|        | Coll del Faig Gros     | la Menera Maçanet de Cabrenys               | collada      |         | 42° 21′ 14″ N, 2° 33′ 23″ E / 42.353756°N,2.556261°E 1209.7 msnm                   |           |                        | Modifica les dades a Wikidata |
|        | Coll del Pou de la Neu | Ceret Maçanet de Cabrenys                   | collada      |         | 42° 25′ 26″ N, 2° 44′ 24″ E / 42.42395°N,2.74004°E 1239.5 msnm                     |           | Coll del Pou de la Neu | Modifica les dades a Wikidata |
|        | Coll dels Horts        | Albanyà Maçanet de Cabrenys                 | collada      |         | 42° 22′ 03″ N, 2° 40′ 47″ E / 42.36761°N,2.67963°E 760 msnm                        |           |                        | Modifica les dades a Wikidata |
|        | Collada Verda          | els Banys i Palaldà Maçanet de Cabrenys     | collada      |         | 42° 24′ 26″ N, 2° 41′ 09″ E / 42.407103°N,2.685817°E 1080.6 msnm                   |           |                        | Modifica les dades a Wikidata |
|        | Collada de Sant Martí  | els Banys i Palaldà Maçanet de Cabrenys     | collada      |         | 42° 25′ 18″ N, 2° 43′ 06″ E / 42.421775°N,2.718228°E 1409 msnm                     |           |                        | Modifica les dades a Wikidata |
|        | les Collades           | Maçanet de Cabrenys els Banys i Palaldà     | collada      |         | 42° 24′ 44″ N, 2° 42′ 15″ E / 42.412269°N,2.704064°E 1275.3 msnm                   |           |                        | Modifica les dades a Wikidata |

## curs d'aigua
| imatge | Nom             | Ubicat a                    | instància de | Detalls                                   | coordenades                                       | Protecció | Commons (més fotos) | Dades a WD                    |
| ------ | --------------- | --------------------------- | ------------ | ----------------------------------------- | ------------------------------------------------- | --------- | ------------------- | ----------------------------- |
|        | Arnera          | Maçanet de Cabrenys Darnius | curs d'aigua | Desemboca: pantà de Darnius-Boadella Muga | 42° 22′ 24″ N, 2° 47′ 18″ E / 42.3732°N,2.78838°E |           | Arnera River        | Modifica les dades a Wikidata |
|        | riera d'Ardenya | Maçanet de Cabrenys         | curs d'aigua |                                           |                                                   |           |                     | Modifica les dades a Wikidata |

## edifici
| imatge | Nom                    | Ubicat a            | instància de     | Detalls                        | coordenades                                                                        | Protecció                                  | Commons (més fotos) | Dades a WD                    |
| ------ | ---------------------- | ------------------- | ---------------- | ------------------------------ | ---------------------------------------------------------------------------------- | ------------------------------------------ | ------------------- | ----------------------------- |
|        | Casa Forestal          | Maçanet de Cabrenys | edifici          | Estil: arquitectura popular    | 42° 24′ 42″ N, 2° 45′ 00″ E / 42.411689°N,2.749939°E                               | bé integrant del patrimoni cultural català |                     | Modifica les dades a Wikidata |
|        | Martinet de la Cardona | Maçanet de Cabrenys | edifici martinet | Estil: arquitectura popular    | 42° 23′ 04″ N, 2° 44′ 56″ E / 42.384515°N,2.748811°E ca:Passaig de Miquel Barnades | bé integrant del patrimoni cultural català |                     | Modifica les dades a Wikidata |
|        | Rec antic              | Maçanet de Cabrenys | edifici          | Estil: arquitectura popular    | 42° 23′ 04″ N, 2° 44′ 59″ E / 42.384317°N,2.749826°E ca:Passeig Miquel Barnades    | bé integrant del patrimoni cultural català |                     | Modifica les dades a Wikidata |
|        | la Farga de l'Olivet   | Maçanet de Cabrenys | edifici farga    | Estil: arquitectura popular    | 42° 22′ 36″ N, 2° 44′ 39″ E / 42.376539°N,2.744236°E                               | bé integrant del patrimoni cultural català |                     | Modifica les dades a Wikidata |
|        | la Unió Maçanenca      | Maçanet de Cabrenys | edifici          | Estil: arquitectura modernista | 42° 23′ 09″ N, 2° 44′ 53″ E / 42.3858°N,2.74795°E                                  | bé cultural d'interès local                | La Unió Maçanenca   | Modifica les dades a Wikidata |

## entitat singular de població
| imatge | Nom                 | Ubicat a            | instància de                                                                   | Detalls | coordenades                                                                 | Protecció | Commons (més fotos) | Dades a WD                    |
| ------ | ------------------- | ------------------- | ------------------------------------------------------------------------------ | ------- | --------------------------------------------------------------------------- | --------- | ------------------- | ----------------------------- |
|        | Arnera              | Maçanet de Cabrenys | entitat singular de població                                                   | 23 hab  | 42° 22′ 24″ N, 2° 47′ 12″ E / 42.37341°N,2.78678°E 340 msnm                 |           |                     | Modifica les dades a Wikidata |
|        | Maçanet de Cabrenys | Maçanet de Cabrenys | entitat singular de població ens local històric de Catalunya capital municipal | 672 hab | 42° 23′ 10″ N, 2° 44′ 52″ E / 42.386148°N,2.747798°E 370 msnm               |           |                     | Modifica les dades a Wikidata |
|        | Oliveda             | Maçanet de Cabrenys | entitat singular de població                                                   | 15 hab  | 42° 21′ 55″ N, 2° 45′ 19″ E / 42.365293°N,2.755406°E 392 msnm               |           |                     | Modifica les dades a Wikidata |
|        | Tapis               | Maçanet de Cabrenys | entitat singular de població                                                   | 18 hab  | 42° 22′ 49″ N, 2° 42′ 04″ E / 42.3803°N,2.70113°E 582 msnm                  |           | Tapis               | Modifica les dades a Wikidata |
|        | els Vilars          | Maçanet de Cabrenys | entitat singular de població ens local històric de Catalunya                   | 5 hab   | 42° 22′ 12″ N, 2° 43′ 28″ E / 42.370027689022°N,2.724385096853°E 496 msnm   |           |                     | Modifica les dades a Wikidata |
|        | les Creus           | Maçanet de Cabrenys | entitat singular de població                                                   | 8 hab   | 42° 23′ 06″ N, 2° 44′ 23″ E / 42.385°N,2.7396944444444°E 436 msnm           |           |                     | Modifica les dades a Wikidata |
|        | les Mines           | Maçanet de Cabrenys | entitat singular de població                                                   | 20 hab  | 42° 24′ 45″ N, 2° 44′ 02″ E / 42.412527777778°N,2.7338055555556°E 1067 msnm |           |                     | Modifica les dades a Wikidata |
|        | les Salines         | Maçanet de Cabrenys | entitat singular de població                                                   | 14 hab  | 42° 25′ 16″ N, 2° 44′ 56″ E / 42.421222222222°N,2.7488611111111°E 1090 msnm |           |                     | Modifica les dades a Wikidata |

## església
| imatge | Nom                               | Ubicat a            | instància de                         | Detalls                                                        | coordenades                                                                                                 | Protecció                                  | Commons (més fotos)                       | Dades a WD                    |
| ------ | --------------------------------- | ------------------- | ------------------------------------ | -------------------------------------------------------------- | --- | ------------------------------------------ | ----------------------------------------- | ----------------------------- |
|        | Mare de Déu de les Salines        | Maçanet de Cabrenys | església refugi de muntanya santuari | Estil: arquitectura romànica arquitectura popular 12nd century | 42° 25′ 15″ N, 2° 44′ 56″ E / 42.420908°N,2.748894°E ca:Indret de les Salines, al nord de Maçanet 1084 msnm | bé cultural d'interès local                | Santuari de la Mare de Déu de les Salines | Modifica les dades a Wikidata |
|        | Sant Andreu d'Oliveda             | Maçanet de Cabrenys | església                             | Estil: arquitectura romànica                                   | 42° 21′ 54″ N, 2° 45′ 15″ E / 42.3651°N,2.75418°E ca:Camí que surt del km, 11,5 de la ctra. GI-503          | bé cultural d'interès local                |                                           | Modifica les dades a Wikidata |
|        | Sant Bernabeu                     | Maçanet de Cabrenys | església capella                     |                                                                | 42° 24′ 10″ N, 2° 40′ 28″ E / 42.40275940988°N,2.67457888711856°E                                           |                                            |                                           | Modifica les dades a Wikidata |
|        | Sant Briç de Tapis                | Maçanet de Cabrenys | església                             | Estil: arquitectura romànica                                   | 42° 22′ 49″ N, 2° 42′ 05″ E / 42.3803°N,2.70128°E ca:Tapis. Ctra. de Maçanet a Custoja                      | bé cultural d'interès local                | Sant Briç de Tapis                        | Modifica les dades a Wikidata |
|        | Sant Martí de Maçanet de Cabrenys | Maçanet de Cabrenys | església                             |                                                                | 42° 23′ 10″ N, 2° 44′ 52″ E / 42.3862°N,2.74783°E                                                           | bé cultural d'interès local                | Sant Martí de Maçanet de Cabrenys         | Modifica les dades a Wikidata |
|        | Sant Miquel de Fontfreda          | Maçanet de Cabrenys | església                             | Estil: arquitectura romànica 12nd century                      | 42° 20′ 55″ N, 2° 44′ 13″ E / 42.3487°N,2.73691°E ca:Veïnat de Fontfreda 640 msnm                           | bé cultural d'interès local                | Sant Miquel de Fontfreda                  | Modifica les dades a Wikidata |
|        | Sant Pere dels Vilars             | Maçanet de Cabrenys | església                             | Estil: arquitectura romànica                                   | 42° 22′ 03″ N, 2° 43′ 46″ E / 42.3675°N,2.7294444444444°E ca:Camí que surt de la ctra. de Maçanet a Custoja | bé integrant del patrimoni cultural català |                                           | Modifica les dades a Wikidata |
|        | Sant Sebastià                     | Maçanet de Cabrenys | església                             | Estil: arquitectura popular                                    | 42° 23′ 12″ N, 2° 45′ 06″ E / 42.3868°N,2.75153°E                                                           | bé cultural d'interès local                | Sant Sebastià de Maçanet                  | Modifica les dades a Wikidata |

## font
| imatge | Nom                 | Ubicat a            | instància de                                    | Detalls                     | coordenades                                                         | Protecció                                  | Commons (més fotos)                       | Dades a WD                    |
| ------ | ------------------- | ------------------- | ----------------------------------------------- | --------------------------- | ------------------------------------------------------------------- | ------------------------------------------ | ----------------------------------------- | ----------------------------- |
|        | Les Creus           | Maçanet de Cabrenys | font marca comercial aigua mineral organització | 1955                        |                                                                     |                                            |                                           | Modifica les dades a Wikidata |
|        | font de Merla       | Maçanet de Cabrenys | font                                            |                             | 42° 22′ 12″ N, 2° 41′ 32″ E / 42.3699992116297°N,2.69226159501089°E |                                            |                                           | Modifica les dades a Wikidata |
|        | font de l'Abeurador | Maçanet de Cabrenys | font                                            |                             | 42° 23′ 02″ N, 2° 43′ 44″ E / 42.3838256425172°N,2.72877166773426°E |                                            |                                           | Modifica les dades a Wikidata |
|        | font de l'Aranyó    | Maçanet de Cabrenys | font                                            |                             | 42° 22′ 09″ N, 2° 46′ 45″ E / 42.369245452157°N,2.7790413166751°E   |                                            |                                           | Modifica les dades a Wikidata |
|        | font de la Balma    | Maçanet de Cabrenys | font                                            |                             | 42° 23′ 56″ N, 2° 43′ 45″ E / 42.39885806854°N,2.7291192695123°E    |                                            |                                           | Modifica les dades a Wikidata |
|        | font de les Dòmines | Maçanet de Cabrenys | font                                            | Estil: arquitectura popular | 42° 23′ 07″ N, 2° 44′ 55″ E / 42.385267°N,2.748744°E                | bé integrant del patrimoni cultural català | Font de les Dòmines (Maçanet de Cabrenys) | Modifica les dades a Wikidata |
|        | font de les Salines | Maçanet de Cabrenys | font                                            |                             | 42° 25′ 12″ N, 2° 45′ 04″ E / 42.4200987189632°N,2.75118720666423°E |                                            |                                           | Modifica les dades a Wikidata |
|        | fonts de Rimaló     | Maçanet de Cabrenys | font                                            |                             | 42° 20′ 41″ N, 2° 43′ 50″ E / 42.344825550969°N,2.7305653891711°E   |                                            |                                           | Modifica les dades a Wikidata |

## masia
| imatge | Nom                     | Ubicat a            | instància de | Detalls                                  | coordenades | Protecció                                  | Commons (més fotos)               | Dades a WD                    |
| ------ | ----------------------- | ------------------- | ------------ | ---------------------------------------- | --- | ------------------------------------------ | --------------------------------- | ----------------------------- |
|        | Cal Cabrer              | Maçanet de Cabrenys | masia        |                                          | 42° 22′ 37″ N, 2° 42′ 00″ E / 42.3768822540908°N,2.69996540456694°E                                              |                                            |                                   | Modifica les dades a Wikidata |
|        | Cal Concaire            | Maçanet de Cabrenys | masia        |                                          | 42° 22′ 46″ N, 2° 41′ 58″ E / 42.3795733777622°N,2.69932094041764°E                                              |                                            |                                   | Modifica les dades a Wikidata |
|        | Cal Ridorter            | Maçanet de Cabrenys | masia        |                                          | 42° 22′ 38″ N, 2° 42′ 05″ E / 42.3771200241387°N,2.70134899574041°E                                              |                                            |                                   | Modifica les dades a Wikidata |
|        | Cal Senyor              | Maçanet de Cabrenys | masia        |                                          | 42° 22′ 48″ N, 2° 42′ 01″ E / 42.3800533008046°N,2.70031472588252°E                                              |                                            |                                   | Modifica les dades a Wikidata |
|        | Can Baró                | Maçanet de Cabrenys | masia        |                                          | 42° 22′ 13″ N, 2° 43′ 35″ E / 42.3703648329012°N,2.72635192720135°E                                              |                                            |                                   | Modifica les dades a Wikidata |
|        | Can Carbassó            | Maçanet de Cabrenys | masia        |                                          | 42° 23′ 02″ N, 2° 45′ 39″ E / 42.383851819777°N,2.7607572263477°E                                                |                                            |                                   | Modifica les dades a Wikidata |
|        | Can Cardona dels Vilars | Maçanet de Cabrenys | masia        | Estil: arquitectura popular              | 42° 22′ 04″ N, 2° 44′ 03″ E / 42.36764°N,2.734028°E                                                              | bé cultural d'interès local                |                                   | Modifica les dades a Wikidata |
|        | Can Coll                | Maçanet de Cabrenys | masia        | Estil: arquitectura popular              | 42° 23′ 02″ N, 2° 45′ 34″ E / 42.383792°N,2.759322°E ca:Urbanització Font del Coll, carrer Darnius               | bé cultural d'interès local                |                                   | Modifica les dades a Wikidata |
|        | Can Combriu             | Maçanet de Cabrenys | masia        |                                          | 42° 23′ 19″ N, 2° 45′ 40″ E / 42.3885089754625°N,2.76124979586671°E                                              |                                            |                                   | Modifica les dades a Wikidata |
|        | Can Costa de la Riera   | Maçanet de Cabrenys | masia        |                                          | 42° 21′ 51″ N, 2° 45′ 59″ E / 42.3640502850626°N,2.76649155783988°E                                              |                                            |                                   | Modifica les dades a Wikidata |
|        | Can Duc                 | Maçanet de Cabrenys | masia        | Estil: arquitectura popular              | 42° 23′ 16″ N, 2° 44′ 08″ E / 42.3878°N,2.73564°E                                                                | bé cultural d'interès local                |                                   | Modifica les dades a Wikidata |
|        | Can Gallat              | Maçanet de Cabrenys | masia        |                                          | 42° 23′ 29″ N, 2° 45′ 07″ E / 42.3912543135448°N,2.7520544273583°E                                               |                                            |                                   | Modifica les dades a Wikidata |
|        | Can Grau                | Maçanet de Cabrenys | masia        | Estil: arquitectura popular              | 42° 23′ 11″ N, 2° 47′ 08″ E / 42.386413°N,2.785577°E                                                             | bé cultural d'interès local                |                                   | Modifica les dades a Wikidata |
|        | Can Janet               | Maçanet de Cabrenys | masia        |                                          | 42° 23′ 00″ N, 2° 45′ 38″ E / 42.3834459417188°N,2.76046721730098°E                                              |                                            |                                   | Modifica les dades a Wikidata |
|        | Can Parquenc            | Maçanet de Cabrenys | masia        |                                          | 42° 22′ 38″ N, 2° 41′ 58″ E / 42.3770881821106°N,2.69950285016574°E                                              |                                            |                                   | Modifica les dades a Wikidata |
|        | Can Pere Trilla         | Maçanet de Cabrenys | masia        |                                          | 42° 20′ 59″ N, 2° 44′ 35″ E / 42.3495904499877°N,2.74307576528036°E                                              |                                            |                                   | Modifica les dades a Wikidata |
|        | Can Pericot             | Maçanet de Cabrenys | masia        | Estil: arquitectura popular              | 42° 20′ 40″ N, 2° 44′ 21″ E / 42.344551°N,2.739084°E                                                             | bé cultural d'interès local                |                                   | Modifica les dades a Wikidata |
|        | Can Pitxó               | Maçanet de Cabrenys | masia        | Estil: arquitectura popular              | 42° 23′ 26″ N, 2° 45′ 02″ E / 42.390507°N,2.750418°E                                                             | bé integrant del patrimoni cultural català |                                   | Modifica les dades a Wikidata |
|        | Can Poquet              | Maçanet de Cabrenys | masia        |                                          | 42° 23′ 16″ N, 2° 45′ 08″ E / 42.3876975332359°N,2.75233569731477°E                                              |                                            |                                   | Modifica les dades a Wikidata |
|        | Can Sabarrés            | Maçanet de Cabrenys | masia        | Estil: arquitectura popular              | 42° 22′ 42″ N, 2° 42′ 39″ E / 42.378423°N,2.710699°E                                                             | bé cultural d'interès local                |                                   | Modifica les dades a Wikidata |
|        | Can Salabert            | Maçanet de Cabrenys | masia        | Estil: arquitectura popular              | 42° 22′ 08″ N, 2° 45′ 23″ E / 42.368888888889°N,2.7563888888889°E                                                | bé cultural d'interès local                |                                   | Modifica les dades a Wikidata |
|        | Can Seguer              | Maçanet de Cabrenys | masia        | Estil: arquitectura popular              | 42° 23′ 32″ N, 2° 44′ 34″ E / 42.3921°N,2.74277°E                                                                | bé cultural d'interès local                |                                   | Modifica les dades a Wikidata |
|        | Can Sunyer              | Maçanet de Cabrenys | masia        | Estil: arquitectura popular              | 42° 22′ 59″ N, 2° 46′ 50″ E / 42.383122°N,2.780479°E                                                             | bé cultural d'interès local                |                                   | Modifica les dades a Wikidata |
|        | Can Sunyer              | Maçanet de Cabrenys | masia        |                                          | 42° 23′ 00″ N, 2° 46′ 49″ E / 42.3832333636215°N,2.78023262301951°E                                              |                                            |                                   | Modifica les dades a Wikidata |
|        | Casal del Ruíz          | Maçanet de Cabrenys | masia        |                                          | 42° 23′ 13″ N, 2° 41′ 33″ E / 42.386976095476°N,2.69243380897561°E                                               |                                            |                                   | Modifica les dades a Wikidata |
|        | Corral de la Falguerona | Maçanet de Cabrenys | masia        |                                          | 42° 23′ 09″ N, 2° 40′ 10″ E / 42.3859216198189°N,2.66950279992261°E                                              |                                            |                                   | Modifica les dades a Wikidata |
|        | Fucimanya               | Maçanet de Cabrenys | masia        |                                          | 42° 24′ 21″ N, 2° 43′ 42″ E / 42.4058982625157°N,2.72827558214002°E                                              |                                            |                                   | Modifica les dades a Wikidata |
|        | Mas Balló               | Maçanet de Cabrenys | masia        |                                          | 42° 23′ 53″ N, 2° 42′ 45″ E / 42.398123643936°N,2.71251315825698°E                                               |                                            |                                   | Modifica les dades a Wikidata |
|        | Mas Casals              | Maçanet de Cabrenys | masia        |                                          | 42° 22′ 19″ N, 2° 46′ 38″ E / 42.3718891544503°N,2.7773450635078°E                                               |                                            |                                   | Modifica les dades a Wikidata |
|        | Mas Duran               | Maçanet de Cabrenys | masia        | Estil: arquitectura popular              | 42° 22′ 15″ N, 2° 43′ 45″ E / 42.370876°N,2.729247°E                                                             | bé cultural d'interès local                |                                   | Modifica les dades a Wikidata |
|        | Mas Lleona              | Maçanet de Cabrenys | masia        | Estil: arquitectura popular              | 42° 23′ 31″ N, 2° 46′ 12″ E / 42.391854°N,2.769982°E                                                             | bé cultural d'interès local                |                                   | Modifica les dades a Wikidata |
|        | Mas Olivet              | Maçanet de Cabrenys | masia        | Estil: arquitectura popular              | 42° 22′ 50″ N, 2° 44′ 25″ E / 42.3805°N,2.74039°E ca:Camí que surt de la ctra. GI-503, km 12,5, al sud del poble | bé cultural d'interès local                |                                   | Modifica les dades a Wikidata |
|        | Mas Puça                | Maçanet de Cabrenys | masia        |                                          | 42° 22′ 24″ N, 2° 47′ 40″ E / 42.3734252907709°N,2.79455050400475°E                                              |                                            |                                   | Modifica les dades a Wikidata |
|        | Mas Rimaló              | Maçanet de Cabrenys | masia        |                                          | 42° 21′ 03″ N, 2° 44′ 15″ E / 42.3509195020468°N,2.73740020156144°E                                              |                                            |                                   | Modifica les dades a Wikidata |
|        | Mas Serra               | Maçanet de Cabrenys | masia        |                                          | 42° 24′ 38″ N, 2° 43′ 42″ E / 42.4106443839097°N,2.72825509750943°E                                              |                                            |                                   | Modifica les dades a Wikidata |
|        | Mas Sobiràs             | Maçanet de Cabrenys | masia        |                                          | 42° 24′ 11″ N, 2° 45′ 56″ E / 42.40296367304°N,2.76561821178561°E                                                |                                            |                                   | Modifica les dades a Wikidata |
|        | Mas Vinyes              | Maçanet de Cabrenys | masia        | Estil: arquitectura popular              | 42° 23′ 36″ N, 2° 46′ 19″ E / 42.393376°N,2.772018°E                                                             | bé cultural d'interès local                |                                   | Modifica les dades a Wikidata |
|        | Mas d'Amont             | Maçanet de Cabrenys | masia        |                                          | 42° 23′ 59″ N, 2° 44′ 38″ E / 42.3996663191457°N,2.74402592375388°E                                              |                                            |                                   | Modifica les dades a Wikidata |
|        | Mas d'Avall             | Maçanet de Cabrenys | masia        |                                          | 42° 22′ 12″ N, 2° 46′ 29″ E / 42.3700015342026°N,2.77460688599773°E                                              |                                            |                                   | Modifica les dades a Wikidata |
|        | Mas el Bach             | Maçanet de Cabrenys | masia        | Estil: arquitectura popular              | 42° 21′ 49″ N, 2° 42′ 26″ E / 42.363685°N,2.707297°E                                                             | bé cultural d'interès local                |                                   | Modifica les dades a Wikidata |
|        | can Muntada             | Maçanet de Cabrenys | masia        | Estil: arquitectura popular 18th century | 42° 23′ 26″ N, 2° 45′ 02″ E / 42.390507°N,2.750418°E ca:Ctra. de les Salines 387 msnm                            | bé integrant del patrimoni cultural català | Can Muntada (Maçanet de Cabrenys) | Modifica les dades a Wikidata |
|        | el Cantenys             | Maçanet de Cabrenys | masia        |                                          | 42° 21′ 36″ N, 2° 43′ 52″ E / 42.359929059829°N,2.73112099005624°E                                               |                                            |                                   | Modifica les dades a Wikidata |
|        | el Cros                 | Maçanet de Cabrenys | masia        |                                          | 42° 23′ 41″ N, 2° 41′ 52″ E / 42.3947982566906°N,2.69766876099491°E                                              |                                            |                                   | Modifica les dades a Wikidata |
|        | el Diví                 | Maçanet de Cabrenys | masia        |                                          | 42° 23′ 46″ N, 2° 43′ 48″ E / 42.3962301649799°N,2.73012770181576°E                                              |                                            |                                   | Modifica les dades a Wikidata |
|        | el Gaspar               | Maçanet de Cabrenys | masia        |                                          | 42° 23′ 06″ N, 2° 43′ 00″ E / 42.3848684188384°N,2.71680121283293°E                                              |                                            |                                   | Modifica les dades a Wikidata |
|        | el Grier                | Maçanet de Cabrenys | masia        |                                          | 42° 23′ 27″ N, 2° 44′ 51″ E / 42.3907667860197°N,2.74737885451883°E                                              |                                            |                                   | Modifica les dades a Wikidata |
|        | el Mas                  | Maçanet de Cabrenys | masia        | Estil: arquitectura popular              | 42° 23′ 24″ N, 2° 45′ 12″ E / 42.389989°N,2.753387°E                                                             | bé integrant del patrimoni cultural català |                                   | Modifica les dades a Wikidata |
|        | el Puig                 | Maçanet de Cabrenys | masia        |                                          | 42° 23′ 52″ N, 2° 42′ 13″ E / 42.397894353875°N,2.7036071825602°E                                                |                                            |                                   | Modifica les dades a Wikidata |
|        | el Quintà               | Maçanet de Cabrenys | masia        |                                          | 42° 23′ 36″ N, 2° 45′ 23″ E / 42.3932176744868°N,2.75627483056516°E                                              |                                            |                                   | Modifica les dades a Wikidata |
|        | el Riu                  | Maçanet de Cabrenys | masia        |                                          | 42° 23′ 39″ N, 2° 45′ 47″ E / 42.3942222670866°N,2.76291699152772°E                                              |                                            |                                   | Modifica les dades a Wikidata |
|        | el Roquet               | Maçanet de Cabrenys | masia        |                                          | 42° 22′ 16″ N, 2° 44′ 51″ E / 42.370981430589°N,2.7474571866°E                                                   |                                            |                                   | Modifica les dades a Wikidata |
|        | el Serís                | Maçanet de Cabrenys | masia        |                                          | 42° 23′ 51″ N, 2° 44′ 00″ E / 42.397570607277°N,2.7333540284298°E                                                |                                            |                                   | Modifica les dades a Wikidata |
|        | el Soler                | Maçanet de Cabrenys | masia        |                                          | 42° 21′ 46″ N, 2° 43′ 28″ E / 42.3627324293684°N,2.72457560588927°E                                              |                                            |                                   | Modifica les dades a Wikidata |
|        | la Cardona              | Maçanet de Cabrenys | masia        | Estil: arquitectura popular 18th century | 42° 23′ 02″ N, 2° 44′ 56″ E / 42.384021°N,2.748935°E ca:Carrer de la Cardona 360 msnm                            | bé integrant del patrimoni cultural català | La Cardona (Maçanet de Cabrenys)  | Modifica les dades a Wikidata |
|        | la Casa Nova            | Maçanet de Cabrenys | masia        |                                          | 42° 24′ 08″ N, 2° 47′ 04″ E / 42.4022802013924°N,2.7844799645902°E                                               |                                            |                                   | Modifica les dades a Wikidata |
|        | la Costa de Baix        | Maçanet de Cabrenys | masia        | Estil: arquitectura popular              | 42° 23′ 38″ N, 2° 45′ 10″ E / 42.394025°N,2.752782°E                                                             | bé cultural d'interès local                |                                   | Modifica les dades a Wikidata |
|        | la Costa de Dalt        | Maçanet de Cabrenys | masia        | Estil: arquitectura popular              | 42° 23′ 16″ N, 2° 44′ 08″ E / 42.387768°N,2.735641°E                                                             | bé integrant del patrimoni cultural català |                                   | Modifica les dades a Wikidata |
|        | la Cotarra              | Maçanet de Cabrenys | masia        |                                          | 42° 24′ 28″ N, 2° 44′ 46″ E / 42.407902859535°N,2.7460938853682°E                                                |                                            |                                   | Modifica les dades a Wikidata |
|        | la Falguerona           | Maçanet de Cabrenys | masia        |                                          | 42° 23′ 07″ N, 2° 40′ 56″ E / 42.3853901397861°N,2.68220054537665°E                                              |                                            |                                   | Modifica les dades a Wikidata |
|        | la Farga                | Maçanet de Cabrenys | masia        |                                          | 42° 22′ 36″ N, 2° 44′ 39″ E / 42.3767192802298°N,2.7441920173985°E                                               |                                            |                                   | Modifica les dades a Wikidata |
|        | la Figuerassa           | Maçanet de Cabrenys | masia        |                                          | 42° 23′ 57″ N, 2° 45′ 01″ E / 42.3991037660543°N,2.75029809368963°E                                              |                                            |                                   | Modifica les dades a Wikidata |
|        | la Gavarra              | Maçanet de Cabrenys | masia        |                                          | 42° 22′ 00″ N, 2° 41′ 56″ E / 42.3665312558686°N,2.69881234504792°E                                              |                                            |                                   | Modifica les dades a Wikidata |
|        | la Solana               | Maçanet de Cabrenys | masia        |                                          | 42° 24′ 08″ N, 2° 45′ 33″ E / 42.4023470282849°N,2.75922878427228°E                                              |                                            |                                   | Modifica les dades a Wikidata |
|        | la Solana d'en Vinyes   | Maçanet de Cabrenys | masia        |                                          | 42° 24′ 03″ N, 2° 41′ 13″ E / 42.4008306034521°N,2.68697099198405°E                                              |                                            |                                   | Modifica les dades a Wikidata |
|        | la Terneta              | Maçanet de Cabrenys | masia        |                                          | 42° 22′ 16″ N, 2° 46′ 08″ E / 42.3711967309844°N,2.76877274474473°E                                              |                                            |                                   | Modifica les dades a Wikidata |
|        | les Casotes             | Maçanet de Cabrenys | masia        | Estil: arquitectura popular              | 42° 23′ 38″ N, 2° 45′ 10″ E / 42.394025°N,2.752782°E                                                             | bé cultural d'interès local                |                                   | Modifica les dades a Wikidata |

## molí d'aigua
| imatge | Nom                  | Ubicat a            | instància de | Detalls                     | coordenades                                                                               | Protecció                                  | Commons (més fotos) | Dades a WD                    |
| ------ | -------------------- | ------------------- | ------------ | --------------------------- | ----------------------------------------------------------------------------------------- | ------------------------------------------ | ------------------- | ----------------------------- |
|        | Molí d'en Costa      | Maçanet de Cabrenys | molí d'aigua | Estil: arquitectura popular | 42° 23′ 03″ N, 2° 45′ 15″ E / 42.384119°N,2.754261°E ca:Carrer del Molí                   | bé integrant del patrimoni cultural català |                     | Modifica les dades a Wikidata |
|        | Molí d'en Paris      | Maçanet de Cabrenys | molí d'aigua | Estil: arquitectura popular | 42° 23′ 03″ N, 2° 45′ 15″ E / 42.384119°N,2.754261°E                                      | bé integrant del patrimoni cultural català |                     | Modifica les dades a Wikidata |
|        | Molí d'en Robert     | Maçanet de Cabrenys | molí d'aigua | Estil: arquitectura popular | 42° 22′ 04″ N, 2° 46′ 02″ E / 42.367708°N,2.767201°E                                      | bé integrant del patrimoni cultural català |                     | Modifica les dades a Wikidata |
|        | Molí de Masdevall    | Maçanet de Cabrenys | molí d'aigua | Estil: arquitectura popular |                                                                                           | bé integrant del patrimoni cultural català |                     | Modifica les dades a Wikidata |
|        | Molí de Tapis        | Maçanet de Cabrenys | molí d'aigua |                             | 42° 23′ 00″ N, 2° 42′ 47″ E / 42.383301147004°N,2.71309100341598°E                        |                                            |                     | Modifica les dades a Wikidata |
|        | Molí de l'Olivet     | Maçanet de Cabrenys | molí d'aigua | Estil: arquitectura popular | 42° 22′ 50″ N, 2° 44′ 25″ E / 42.380502°N,2.740363°E                                      | bé cultural d'interès local                |                     | Modifica les dades a Wikidata |
|        | Molí de la Vila      | Maçanet de Cabrenys | molí d'aigua | Estil: arquitectura popular | 42° 23′ 10″ N, 2° 44′ 49″ E / 42.386143°N,2.747031°E ca:Carrer de la Pujada de Can Barris | bé integrant del patrimoni cultural català |                     | Modifica les dades a Wikidata |
|        | Molí del Mas d'Avall | Maçanet de Cabrenys | molí d'aigua |                             | 42° 21′ 48″ N, 2° 46′ 25″ E / 42.3632627815588°N,2.77348943533383°E                       |                                            |                     | Modifica les dades a Wikidata |

## muntanya
| imatge | Nom                        | Ubicat a                                                        | instància de | Detalls | coordenades                                                             | Protecció | Commons (més fotos)   | Dades a WD                    |
| ------ | -------------------------- | --------------------------------------------------------------- | ------------ | ------- | ----------------------------------------------------------------------- | --------- | --------------------- | ----------------------------- |
|        | Castell de Bac Grillera    | Maçanet de Cabrenys Albanyà                                     | muntanya     |         | 42° 21′ 36″ N, 2° 42′ 14″ E / 42.360085894321664°N,2.703843712806702°E  |           |                       | Modifica les dades a Wikidata |
|        | Puig Falcó                 | Albanyà Maçanet de Cabrenys                                     | muntanya     |         | 42° 22′ 31″ N, 2° 40′ 02″ E / 42.37529°N,2.667094°E 1097 msnm           |           | Puig Falcó            | Modifica les dades a Wikidata |
|        | Puig Farner                | Maçanet de Cabrenys                                             | muntanya     |         | 42° 22′ 24″ N, 2° 44′ 24″ E / 42.37345°N,2.73997222°E 462.4 msnm        |           |                       | Modifica les dades a Wikidata |
|        | Puig de la Creu            | Darnius la Vajol Maçanet de Cabrenys                            | muntanya     |         | 42° 23′ 57″ N, 2° 47′ 27″ E / 42.39911111°N,2.79083056°E 621.4 msnm     |           |                       | Modifica les dades a Wikidata |
|        | Puig de la Gavarra         | Albanyà Maçanet de Cabrenys                                     | muntanya     |         | 42° 21′ 39″ N, 2° 41′ 49″ E / 42.3607261639°N,2.69684853147°E 1057 msnm |           |                       | Modifica les dades a Wikidata |
|        | Puig de les Forques        | Maçanet de Cabrenys                                             | muntanya     |         | 42° 21′ 46″ N, 2° 44′ 18″ E / 42.36267222°N,2.73833611°E 596.8 msnm     |           |                       | Modifica les dades a Wikidata |
|        | Roc de Frausa              | Ceret Reiners Maçanet de Cabrenys                               | muntanya     |         | 42° 25′ 22″ N, 2° 43′ 27″ E / 42.422734°N,2.724178°E 1421 msnm          |           | Roc de Frausa         | Modifica les dades a Wikidata |
|        | Roc de la Campana          | Maçanet de Cabrenys els Banys i Palaldà                         | muntanya     |         | 42° 25′ 08″ N, 2° 42′ 48″ E / 42.4189°N,2.71332°E 1436.6 msnm           |           |                       | Modifica les dades a Wikidata |
|        | Roc del Comptador          | Maçanet de Cabrenys Ceret                                       | muntanya     |         | 42° 25′ 22″ N, 2° 43′ 38″ E / 42.4227911919°N,2.72729098521°E 1451 msnm |           | Roc del Comptador     | Modifica les dades a Wikidata |
|        | Roc del Pou                | Ceret Maçanet de Cabrenys                                       | muntanya     |         | 42° 25′ 29″ N, 2° 44′ 33″ E / 42.4247°N,2.7425°E 1288 msnm              |           | Roc del Pou de la Neu | Modifica les dades a Wikidata |
|        | Rocacinta                  | Maçanet de Cabrenys                                             | muntanya     |         | 42° 24′ 43″ N, 2° 44′ 13″ E / 42.41198889°N,2.73690278°E 1049.4 msnm    |           |                       | Modifica les dades a Wikidata |
|        | el Cornell                 | Maçanet de Cabrenys                                             | muntanya     |         | 42° 23′ 34″ N, 2° 40′ 40″ E / 42.39288056°N,2.67780556°E 980.3 msnm     |           |                       | Modifica les dades a Wikidata |
|        | el Moixer                  | Ceret Maçanet de Cabrenys                                       | muntanya     |         | 42° 25′ 22″ N, 2° 43′ 49″ E / 42.42278°N,2.73015°E 1443 msnm            |           | El Moixer             | Modifica les dades a Wikidata |
|        | la Creu del Canonge        | Costoja Sant Llorenç de Cerdans Maçanet de Cabrenys             | muntanya     |         | 42° 22′ 54″ N, 2° 39′ 26″ E / 42.38169167°N,2.657175°E 1031.4 msnm      |           |                       | Modifica les dades a Wikidata |
|        | puig Brosser               | Maçanet de Cabrenys                                             | muntanya     |         | 42° 24′ 35″ N, 2° 42′ 54″ E / 42.40961389°N,2.71501111°E 1220.4 msnm    |           |                       | Modifica les dades a Wikidata |
|        | puig d'Avall               | Maçanet de Cabrenys                                             | muntanya     |         | 42° 22′ 40″ N, 2° 43′ 32″ E / 42.3777°N,2.72546°E 451.7 msnm            |           |                       | Modifica les dades a Wikidata |
|        | puig de Calabuig           | Maçanet de Cabrenys                                             | muntanya     |         | 42° 23′ 58″ N, 2° 45′ 26″ E / 42.3995°N,2.7573°E 568.6 msnm             |           |                       | Modifica les dades a Wikidata |
|        | puig de Milà               | Maçanet de Cabrenys                                             | muntanya     |         | 42° 23′ 34″ N, 2° 47′ 08″ E / 42.3927°N,2.78565°E 492.1 msnm            |           |                       | Modifica les dades a Wikidata |
|        | puig de Rovirós            | Albanyà Maçanet de Cabrenys                                     | muntanya     |         | 42° 20′ 52″ N, 2° 43′ 27″ E / 42.34766667°N,2.72428611°E 700.3 msnm     |           |                       | Modifica les dades a Wikidata |
|        | puig de l'Evangeli         | Maçanet de Cabrenys                                             | muntanya     |         | 42° 24′ 05″ N, 2° 43′ 11″ E / 42.40152722°N,2.71959167°E 943.4 msnm     |           |                       | Modifica les dades a Wikidata |
|        | puig de la Guàrdia         | Maçanet de Cabrenys                                             | muntanya     |         | 42° 22′ 28″ N, 2° 46′ 09″ E / 42.3745°N,2.76924°E 365.8 msnm            |           |                       | Modifica les dades a Wikidata |
|        | puig de la Jana            | Maçanet de Cabrenys                                             | muntanya     |         | 42° 22′ 31″ N, 2° 43′ 51″ E / 42.3754°N,2.73078°E 491.5 msnm            |           |                       | Modifica les dades a Wikidata |
|        | puig de la Màquina         | Maçanet de Cabrenys                                             | muntanya     |         | 42° 23′ 25″ N, 2° 44′ 04″ E / 42.39040278°N,2.73447806°E 525.4 msnm     |           |                       | Modifica les dades a Wikidata |
|        | puig de la Quera           | Maçanet de Cabrenys                                             | muntanya     |         | 42° 22′ 34″ N, 2° 40′ 36″ E / 42.376°N,2.67672°E 934.3 msnm             |           |                       | Modifica les dades a Wikidata |
|        | puig de les Pedrisses      | Ceret Morellàs i les Illes Maçanet de Cabrenys                  | muntanya cim |         | 42° 25′ 31″ N, 2° 45′ 07″ E / 42.4253°N,2.75194°E 1333 msnm             |           | Pic de Les Salines    | Modifica les dades a Wikidata |
|        | puig de les Roques         | Maçanet de Cabrenys                                             | muntanya     |         | 42° 22′ 01″ N, 2° 44′ 57″ E / 42.3669°N,2.74917°E 487.1 msnm            |           |                       | Modifica les dades a Wikidata |
|        | puig del Coll dels Pins    | Maçanet de Cabrenys                                             | muntanya     |         | 42° 21′ 17″ N, 2° 43′ 59″ E / 42.35483333°N,2.73310833°E 633.9 msnm     |           |                       | Modifica les dades a Wikidata |
|        | puig del Solà de Sant Pere | Maçanet de Cabrenys                                             | muntanya     |         | 42° 24′ 04″ N, 2° 46′ 03″ E / 42.401°N,2.76741°E 597 msnm               |           |                       | Modifica les dades a Wikidata |
|        | puig del Torn              | Maçanet de Cabrenys els Banys i Palaldà Sant Llorenç de Cerdans | muntanya     |         | 42° 24′ 17″ N, 2° 40′ 27″ E / 42.40479°N,2.67418°E                      |           |                       | Modifica les dades a Wikidata |
|        | roc de la Sentinella       | Maçanet de Cabrenys els Banys i Palaldà                         | muntanya     |         | 42° 24′ 55″ N, 2° 42′ 32″ E / 42.4152°N,2.70887°E 1400.9 msnm           |           |                       | Modifica les dades a Wikidata |
|        | roca Saquer                | Maçanet de Cabrenys                                             | muntanya     |         | 42° 22′ 34″ N, 2° 43′ 34″ E / 42.376°N,2.72601°E 476.9 msnm             |           |                       | Modifica les dades a Wikidata |

## nucli de població
| imatge | Nom               | Ubicat a            | instància de      | Detalls | coordenades                                                         | Protecció | Commons (més fotos) | Dades a WD                    |
| ------ | ----------------- | ------------------- | ----------------- | ------- | ------------------------------------------------------------------- | --------- | ------------------- | ----------------------------- |
|        | el Prat del Pont  | Maçanet de Cabrenys | nucli de població |         | 42° 23′ 12″ N, 2° 44′ 30″ E / 42.3867551674486°N,2.74157578171403°E |           |                     | Modifica les dades a Wikidata |
|        | la Font d'en Coll | Maçanet de Cabrenys | nucli de població |         | 42° 23′ 04″ N, 2° 45′ 30″ E / 42.384513847828°N,2.7583361645468°E   |           |                     | Modifica les dades a Wikidata |

## pedrera
| imatge | Nom                              | Ubicat a            | instància de | Detalls | coordenades                                                         | Protecció | Commons (més fotos) | Dades a WD                    |
| ------ | -------------------------------- | ------------------- | ------------ | ------- | ------------------------------------------------------------------- | --------- | ------------------- | ----------------------------- |
|        | Pedrera de Montajut              | Maçanet de Cabrenys | pedrera      |         | 42° 23′ 07″ N, 2° 46′ 32″ E / 42.3853048052436°N,2.77560905265947°E |           |                     | Modifica les dades a Wikidata |
|        | Pedrera de la Solana d'en Vinyes | Maçanet de Cabrenys | pedrera      |         | 42° 24′ 21″ N, 2° 41′ 40″ E / 42.40589445807°N,2.69456527358889°E   |           |                     | Modifica les dades a Wikidata |
|        | Pedrera del Balló                | Maçanet de Cabrenys | pedrera      |         | 42° 23′ 57″ N, 2° 43′ 00″ E / 42.3991069585655°N,2.71679794954735°E |           |                     | Modifica les dades a Wikidata |

## plaça
| imatge | Nom               | Ubicat a            | instància de | Detalls                                                      | coordenades                                                 | Protecció                                  | Commons (més fotos)                     | Dades a WD                    |
| ------ | ----------------- | ------------------- | ------------ | ------------------------------------------------------------ | ----------------------------------------------------------- | ------------------------------------------ | --------------------------------------- | ----------------------------- |
|        | Plaça Josep Irla  | Maçanet de Cabrenys | plaça        | Estil: arquitectura popular Anomenat per: Josep Irla i Bosch | 42° 23′ 07″ N, 2° 44′ 58″ E / 42.385309°N,2.749382°E        | bé integrant del patrimoni cultural català |                                         | Modifica les dades a Wikidata |
|        | plaça del Castell | Maçanet de Cabrenys | plaça        | Estil: arquitectura popular 16th century                     | 42° 23′ 10″ N, 2° 44′ 51″ E / 42.38605°N,2.74755°E 369 msnm | bé integrant del patrimoni cultural català | Plaça del Castell (Maçanet de Cabrenys) | Modifica les dades a Wikidata |

## pont
| imatge | Nom                                       | Ubicat a            | instància de | Detalls                     | coordenades                                                         | Protecció                                  | Commons (més fotos) | Dades a WD                    |
| ------ | ----------------------------------------- | ------------------- | ------------ | --------------------------- | ------------------------------------------------------------------- | ------------------------------------------ | ------------------- | ----------------------------- |
|        | Pas dels Capellans                        | Maçanet de Cabrenys | pont         |                             | 42° 22′ 39″ N, 2° 43′ 50″ E / 42.3775886601949°N,2.73055979356363°E |                                            |                     | Modifica les dades a Wikidata |
|        | Pont Nou                                  | Maçanet de Cabrenys | pont         |                             | 42° 22′ 08″ N, 2° 44′ 33″ E / 42.3687723272358°N,2.74258467733027°E |                                            |                     | Modifica les dades a Wikidata |
|        | Pont de Can Bodó                          | Maçanet de Cabrenys | pont         |                             | 42° 22′ 11″ N, 2° 47′ 38″ E / 42.369686351601°N,2.79376110115904°E  |                                            |                     | Modifica les dades a Wikidata |
|        | Pont de Maçanet de Cabrenys               | Maçanet de Cabrenys | pont         | Estil: arquitectura popular | 42° 23′ 06″ N, 2° 45′ 18″ E / 42.385077°N,2.75487°E                 | bé integrant del patrimoni cultural català |                     | Modifica les dades a Wikidata |
|        | Pont de Maçanet de Cabrenys II            | Maçanet de Cabrenys | pont         | Estil: arquitectura popular | 42° 23′ 16″ N, 2° 45′ 05″ E / 42.387767°N,2.751458°E                | bé integrant del patrimoni cultural català |                     | Modifica les dades a Wikidata |
|        | Pont de Maçanet de Cabrenys III           | Maçanet de Cabrenys | pont         | Estil: arquitectura popular | 42° 23′ 09″ N, 2° 44′ 50″ E / 42.385858°N,2.747177°E                | bé integrant del patrimoni cultural català |                     | Modifica les dades a Wikidata |
|        | Pont de Rinadal                           | Maçanet de Cabrenys | pont         |                             | 42° 23′ 27″ N, 2° 45′ 53″ E / 42.3907585222725°N,2.76465523195834°E |                                            |                     | Modifica les dades a Wikidata |
|        | Pont de Tapis                             | Maçanet de Cabrenys | pont         | Estil: arquitectura popular | 42° 22′ 57″ N, 2° 42′ 57″ E / 42.382488°N,2.71585°E                 | bé integrant del patrimoni cultural català |                     | Modifica les dades a Wikidata |
|        | Pont de la carretera de Maçanet a Darnius | Maçanet de Cabrenys | pont         | Estil: arquitectura popular | 42° 23′ 09″ N, 2° 45′ 15″ E / 42.38595°N,2.754247°E                 | bé integrant del patrimoni cultural català |                     | Modifica les dades a Wikidata |
|        | Pont del Grau                             | Maçanet de Cabrenys | pont         |                             | 42° 23′ 21″ N, 2° 46′ 52″ E / 42.389241871982°N,2.78100135209506°E  |                                            |                     | Modifica les dades a Wikidata |
|        | Pont del Mas Sagué                        | Maçanet de Cabrenys | pont         | Estil: arquitectura popular | 42° 23′ 26″ N, 2° 44′ 38″ E / 42.390493°N,2.74397°E                 | bé integrant del patrimoni cultural català |                     | Modifica les dades a Wikidata |
|        | Pont del carrer de la Plaça               | Maçanet de Cabrenys | pont         | Estil: arquitectura popular | 42° 23′ 08″ N, 2° 44′ 55″ E / 42.385658°N,2.74849°E                 | bé cultural d'interès local                |                     | Modifica les dades a Wikidata |
|        | Pont dels Cantenys                        | Maçanet de Cabrenys | pont         | Estil: arquitectura popular | 42° 21′ 28″ N, 2° 43′ 59″ E / 42.357786°N,2.733186°E                | bé integrant del patrimoni cultural català |                     | Modifica les dades a Wikidata |

## serra
| imatge | Nom                   | Ubicat a                    | instància de | Detalls | coordenades                                                         | Protecció | Commons (més fotos) | Dades a WD                    |
| ------ | --------------------- | --------------------------- | ------------ | ------- | ------------------------------------------------------------------- | --------- | ------------------- | ----------------------------- |
|        | serra de Bac Grillera | Albanyà Maçanet de Cabrenys | serra        |         | 42° 21′ 36″ N, 2° 41′ 59″ E / 42.36004167°N,2.69975°E 1056.9 msnm   |           |                     | Modifica les dades a Wikidata |
|        | serra del Puig        | Maçanet de Cabrenys         | serra        |         | 42° 23′ 49″ N, 2° 42′ 12″ E / 42.39706389°N,2.70340833°E 836.4 msnm |           |                     | Modifica les dades a Wikidata |

## vèrtex geodèsic
| imatge | Nom                       | Ubicat a            | instància de    | Detalls   | coordenades                                                        | Protecció | Commons (més fotos) | Dades a WD                    |
| ------ | ------------------------- | ------------------- | --------------- | --------- | ------------------------------------------------------------------ | --------- | ------------------- | ----------------------------- |
|        | Castell de Bach Grillera  | Maçanet de Cabrenys | vèrtex geodèsic | Alt: 1.2m | 42° 21′ 39″ N, 2° 41′ 49″ E / 42.360736°N,2.696854°E 1055.503 msnm |           |                     | Modifica les dades a Wikidata |
|        | Moixer                    | Maçanet de Cabrenys | vèrtex geodèsic | Alt: 1.2m | 42° 25′ 21″ N, 2° 43′ 49″ E / 42.422522°N,2.730288°E 1443.183 msnm |           |                     | Modifica les dades a Wikidata |
|        | P. de la Creu de Montdeba | Maçanet de Cabrenys | vèrtex geodèsic | Alt: 1.2m | 42° 21′ 22″ N, 2° 45′ 34″ E / 42.35614°N,2.759315°E 612.596 msnm   |           |                     | Modifica les dades a Wikidata |
|        | Salinas                   | Maçanet de Cabrenys | vèrtex geodèsic | Alt: 1.2m | 42° 25′ 31″ N, 2° 45′ 07″ E / 42.425395°N,2.751814°E 1333.274 msnm |           |                     | Modifica les dades a Wikidata |

## Misc
| imatge | Nom                                      | Ubicat a                                                  | instància de                                            | Detalls                                                        | coordenades                                                                             | Protecció                                            | Commons (més fotos)                        | Dades a WD                    |
| ------ | ---------------------------------------- | --------------------------------------------------------- | ------------------------------------------------------- | -------------------------------------------------------------- | --------------------------------------------------------------------------------------- | ---------------------------------------------------- | ------------------------------------------ | ----------------------------- |
|        | Coll de la Creu del Canonge              | Sant Llorenç de Cerdans Maçanet de Cabrenys               | port de muntanya                                        |                                                                | 42° 22′ 50″ N, 2° 39′ 31″ E / 42.380569°N,2.658589°E 1026.2 msnm                        |                                                      |                                            | Modifica les dades a Wikidata |
|        | Forn de calç de la Forestal              | Maçanet de Cabrenys                                       | forn de calç                                            | Estil: arquitectura popular                                    | 42° 24′ 43″ N, 2° 45′ 01″ E / 42.41191°N,2.750169°E                                     | bé integrant del patrimoni cultural català           |                                            | Modifica les dades a Wikidata |
|        | Fort de Maçanet                          | Maçanet de Cabrenys                                       | torre de defensa                                        | Estil: arquitectura popular                                    | 42° 23′ 06″ N, 2° 44′ 58″ E / 42.384917°N,2.749465°E ca:Carrer de les Dòmines           | bé integrant del patrimoni cultural català           | Fort de Maçanet (Maçanet de Cabrenys)      | Modifica les dades a Wikidata |
|        | La Maça d'en Rotllan                     | Maçanet de Cabrenys                                       | obra escultòrica                                        | Estil: arquitectura popular                                    | 42° 23′ 09″ N, 2° 44′ 53″ E / 42.385918°N,2.748022°E ca:Plaça de la Vila                | bé integrant del patrimoni cultural català           | La Maça d'en Rotllan (Maçanet de Cabrenys) | Modifica les dades a Wikidata |
|        | Murs de defensa de Maçanet               | Maçanet de Cabrenys                                       | muralla urbana                                          | Estil: arquitectura popular                                    | 42° 23′ 10″ N, 2° 44′ 50″ E / 42.386035°N,2.747228°E                                    | bé d'interès cultural bé cultural d'interès nacional | Murs de defensa de Maçanet de Cabrenys     | Modifica les dades a Wikidata |
|        | Pedra Dreta del Coll de la Dona Morta    | els Banys i Palaldà Maçanet de Cabrenys                   | menhir                                                  | Ample: 66cm Alt: 210cm                                         | 42° 24′ 33″ N, 2° 41′ 45″ E / 42.409083333333°N,2.6959722222222°E Coll de la Dona Morta |                                                      | Menhir de la Dona Morta                    | Modifica les dades a Wikidata |
|        | Rectoria                                 | Maçanet de Cabrenys                                       | rectoria                                                | Estil: arquitectura popular                                    | 42° 23′ 14″ N, 2° 44′ 53″ E / 42.387125°N,2.748017°E ca:Carrer de la Rectoria, 16       | bé integrant del patrimoni cultural català           |                                            | Modifica les dades a Wikidata |
|        | casa consistorial de Maçanet de Cabrenys | Maçanet de Cabrenys                                       | casa consistorial                                       |                                                                | 42° 23′ 10″ N, 2° 45′ 01″ E / 42.3860533°N,2.7503622°E                                  |                                                      |                                            | Modifica les dades a Wikidata |
|        | cova de les Salines                      | Maçanet de Cabrenys                                       | cova                                                    |                                                                | 42° 25′ 18″ N, 2° 44′ 46″ E / 42.4217898315246°N,2.74616037455439°E                     |                                                      |                                            | Modifica les dades a Wikidata |
|        | dolmen de Les Collades                   | els Banys i Palaldà Maçanet de Cabrenys                   | dolmen                                                  |                                                                | 42° 24′ 45″ N, 2° 42′ 16″ E / 42.412527777778°N,2.7043611111111°E                       |                                                      |                                            | Modifica les dades a Wikidata |
|        | la Pubilla                               | Maçanet de Cabrenys                                       | arbre singular                                          | Taxon: alzina surera (Quercus suber) Alt: 14m Perímetre: 5.27m | 42° 23′ 26″ N, 2° 46′ 33″ E / 42.390608°N,2.775938°E 340 msnm                           | arbre monumental                                     | La Pubilla (arbre)                         | Modifica les dades a Wikidata |
|        | massís de les Salines                    | Maçanet de Cabrenys Agullana la Jonquera la Vajol Albanyà | àrea protegida serralada Pla d'Espais d'Interès Natural | 1992 Superfície: 4875.42384ha                                  | 42° 24′ N, 2° 47′ E / 42.4°N,2.78°E                                                     |                                                      | Massís de les Salines                      | Modifica les dades a Wikidata |